# GALAXY ANGEL キャラクターファイル
「GALAXY ANGEL キャラクターファイル」（ギャラクシー・エンジェル-）は、2003年5月23日から2004年8月27日までブロッコリーから発売された一連のシングルシリーズ。本項では、その応募者特典CD「GALAXY ANGEL キャラクターファイル スペシャルCD GAドラマCD 生出演! ゲストはエンジェル!?」についても記述する。

## 概要
『ギャラクシーエンジェル』のキャラクターソングシリーズ。全6タイトルと特典CD1タイトル。2003年5月23日から2004年8月27日にリリースされている。01から05は、新規キャラクターソングを2曲ずつと、ゲーム『Moonlit Lovers』で各ヒロインのエンディング曲として使用され、アルバム『GALAXY ANGEL ボーカルアルバム Eternal Songs』に収録されたキャラクターソングのリミックスバージョン、ミニドラマを収録している。06は、3曲すべてが新曲となっており、ミニドラマとちとせ役の後藤沙緒里のボイスメッセージが収録されている。
01から05を全て購入して応募すると、CD「GALAXY ANGEL キャラクターファイル スペシャルCD GAドラマCD 生出演! ゲストはエンジェル!?」が全巻購入特典として入手できる。6枚目の06「烏丸ちとせ」は後発であるために全巻購入特典には関与しない商品となっている。01から05のキャラクターソングのうち1曲ずつ、このシリーズの曲を集めたベストアルバム『ギャラクシーエンジェル キャラクターファイルセレクション ANGEL CHARGE』にも収録されている。また、全タイトルの中から数曲が、ベストアルバム『ギャラクシーエンジェル ベストアルバム1“一番搾り”』と『2“二番煎じ”』にも収録されている。

## リリース一覧

### 01「ミルフィーユ・桜葉」
2003年5月23日発売。歌は、ミルフィーユ・桜葉（新谷良子）。
収録曲
1. ブギウギ☆とらぶるメーカー [4:22]
作詞：森ユキ、作曲・編曲：坂本裕介
2. チームメイト [5:06]
作詞：森ユキ、作曲・編曲：坂本裕介
3. YOU GET A CHANCE!（ラブリー・サマー・ミックス） [5:12]
作詞：森ユキ、作曲・編曲：坂本裕介
4. ミニドラマ「ミルフィーユのラブラブクッキーで一騒動」

### 02「蘭花・フランボワーズ」
2003年6月27日発売。歌は、蘭花・フランボワーズ（田村ゆかり）。
収録曲
（全作詞：森ユキ、作曲・編曲：坂本裕介）
1. LITTLE シークレット [4:33]
2. OASIS [4:25]
3. Fortune♡Love 〜運命の女神はアタシの味方〜（エクステンデッド・クラブ・リミックス） [5：36]
4. ミニドラマ「蘭花のクラ〜イ! どきどき☆遊園地」

### 03「ミント・ブラマンシュ」
2003年7月25日発売。歌は、ミント・ブラマンシュ（沢城みゆき）。
収録曲
1. テレパス・TV! [5:12]
作詞：森ユキ、作曲・編曲：坂本裕介
2. セレナーデ [5:19]
作詞：森ユキ、作曲・編曲：坂本裕介
3. in my heart（クラブ・リミックス） [4:02]
作詞：森ユキ、作曲・編曲：坂本裕介
4. ミニドラマ「ミントの耳は何の耳?」

### 04「フォルテ・シュートレン」
2003年8月22日発売。歌は、フォルテ・シュートレン（山口眞弓）。
収録曲
（全作詞：森ユキ、作曲・編曲：坂本裕介）
1. Baby Don't Cry [4:28]
2. for you [4:47]
3. 弾dan・丸gan・ビートbeat!（クラブ・リミックス） [4:06]
4. ミニドラマ「フォルテとタクトの銃バトル!」

### 05「ヴァニラ・H」
2003年9月26日発売。歌は、ヴァニラ・H（かないみか）。
収録曲
（全作詞：森ユキ、作曲・編曲：坂本裕介）
1. クリスタル・ドール [4:03]
2. no pain [5:30]
3. Like a Dolphin（Pop'n Vanilla Mix） [4:26]
4. ミニドラマ「ヴァニラの逃亡!?」

### スペシャルCD GAドラマCD 生出演! ゲストはエンジェル!?
2003年9月26日発送。
収録曲
1. ミルフィーユ編
2. 蘭花編
3. ヴァニラ編
4. ミント編
5. フォルテ編

### 06「烏丸ちとせ」
2004年8月27日発売。歌は、烏丸ちとせ（後藤沙緒里）。
収録曲
（全作詞：ゆうまお ）
1. サンデー・ホリデー [3:54]
作曲・編曲：藤間仁（Elements Garden）
2. 6番目の天使 〜CHITOSE〜 [4:20]
作曲・編曲：藤田淳平（Elements Garden）
3. Let me fly away [4:01]
作曲・編曲：菊田大介（Elements Garden）
4. ちとせがDJ!エルシオールラジオ!!
5. Message from 後藤沙緒里